# Siyathemba Local Municipality
Siyathemba (englisch Siyathemba Local Municipality) ist eine Lokalgemeinde im Distrikt Pixley Ka Seme der südafrikanischen Provinz Nordkap. Der Sitz der Gemeindeverwaltung befindet sich in Prieska. Bürgermeister ist Howard Tsume.
Siyathemba bedeutet „wir hoffen“ in isiXhosa.

## Städte und Orte
- Copperton
- Marydale
- Niekerkshoop
- Prieska

## Bevölkerung
Im Jahr 2011 hatte die Gemeinde 21.591 Einwohner. Davon waren 71,9 & Coloured, 18,8 % schwarz und 8,5 % weiß. Gesprochen wurde zu 92,1 % Afrikaans, zu 3,1 % isiXhosa und zu 0,9 % Englisch.